# Božo Zuanella
Božo Zuanella (tudi Natalino Zuanella), slovenski duhovnik, pisatelj, prevajalec in narodni delavec * 25. december 1941, Bijače (it. Biacis), Beneška Slovenija, † 6. maj 2025, Videm.

## Življenje in delo
Božo Zuanella se je rodil v Bijačah v občini Podbonesec, oče je bil Anton, kmet iz Matajurja, mati Gabrijela (rojena Gosgnach).
Zuanella je bil po študiju teologije v Vidmu leta 1965 posvečen. Do leta 1971 je kot kaplan služboval v Gallerianu in nato je bil župnik v Trčmunu (it. Tercimonte), leta 1988 pa je prevzel mesto župnika v Sovodnji (it. Savogna) in Gornjem Barnasu (it. Vernassino). V list Novi Matajur je pisal o lokalni zgodovini in etnologiji ter sourejal časopis Dom. Po njegovi zaslugi je Dom postal petnajstdnevnik,  pisal je med drugim o pribežnikih v Benečiji, o vojaških in polvojaških novicah iz kronike Podutanske fare, o etimologiji krajevnih imen v Benečiji, o priimkih, o zgodovini, o Gladiu in o vsakodnevnih novicah. Po Beneški Sloveniji je zbiral gradivo za Krajevni leksikon Slovencev v Italiji. Članke je objavljal v glasilih Naš tednik, Mladika, Trinkov koledar, La Vita cattolica in prevajal iz furlanščine in ruščine v slovenščino. Napisal je mnogo gesel za Primorski slovenski biografski leksikon.
Božo Zuanella je bil vedno pod pristiskom, ker je bil slovenski duhovnik, doživel je celo proces, da je baje priredil procesijo brez dovoljenja.
Zuanella je bil soavtor knjige Gli anni bui della Slavia: attività delle
organizzazioni segrete nel Friuli orientale. (COBISS)
(v slovenščini Mračna leta Benečije: Dejavnost tajnih organizacij v vzhodni Furlaniji (Ljubljana, 1998).
Leta 2021 je prejel priznanje, ki ga SSO - Svet slovenskih organizacij in SKGZ - Slovensko kulturno gospodarska zveza podeljujeta od prazniku slovenske kulture, za svoje nesebično delovanje v korist slovenske narodne skupnosti v Italiji.
Njegov brat je Pasquale Zuanella. 